# Trolltaar
Trolltaar è un EP della band norvegese Ancient. L'EP è stato pubblicato nel novembre 1996 dalla Damnation Records in formato CD e vinile.

## Tracce
CD
1. Trolltaar - 6:18
2. Nattens skjønnhet - 8:17
3. Fjellets hemmelighet - 5:49

Vinile
Lato A
1. Trolltaar
2. Eerily Howling Winds

Lato B
1. Nattens Skjønnhet
2. Fjellets Hemmelighet (short version)

## Formazione
Ancient
- Grimm – voce, batteria
- Aphazel – chitarra, basso, tastiera

Altri musicisti
- Lise Kari Stalheim – voce femminile
- Knut Arne Kringstad - euphonium